# Martelaren van Manchester

Portret van de Manchester Martelaren – William O'Brien, William O'Mera Allen en Michael Larkin – in een shamrock

De martelaren van Manchester (Engels: Manchester Martyrs) waren drie leden van de Irish Republican Brotherhood, die in 1867 werden geëxecuteerd omdat ze een politieagent zouden hebben gedood tijdens een gevangenisuitbraak. De drie martelaren waren William O'Mera Allen, Michael Larkin en William O'Brien. Ze werden gevangen na deel te hebben genomen aan de succesvolle redding van twee leiders van de Brotherhood: kolonel Thomas J. Kelly en kapitein Timothy Deasy.

## Achtergrond
Kelly en Deasy waren beide Fenians die een belangrijke rol speelden bij de mislukte Fenians opstand van 1867. Kelly was bij een geheime republikeinse conventie benoemd tot hoofd van de Ierse Republiek. Deasy had bevel over de Fenianbrigade in County Cork. De twee werden na de opstand in het gehele Verenigd Koninkrijk gezocht als misdadigers en gearresteerd in september 1867.

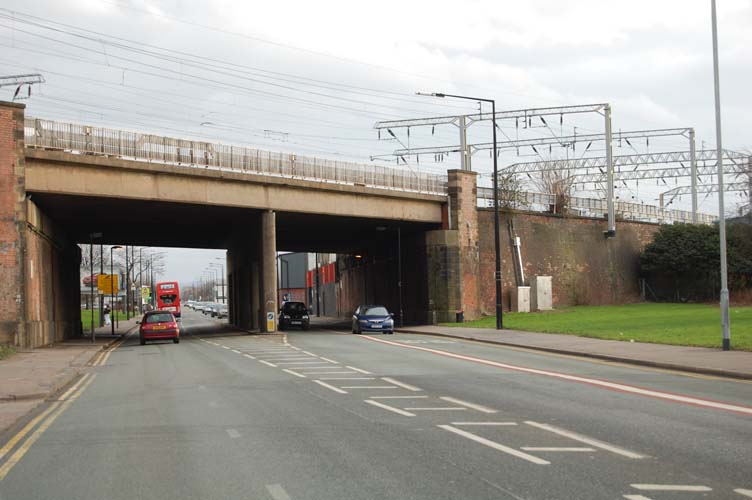
Het viaduct waar het incident plaatsvond.

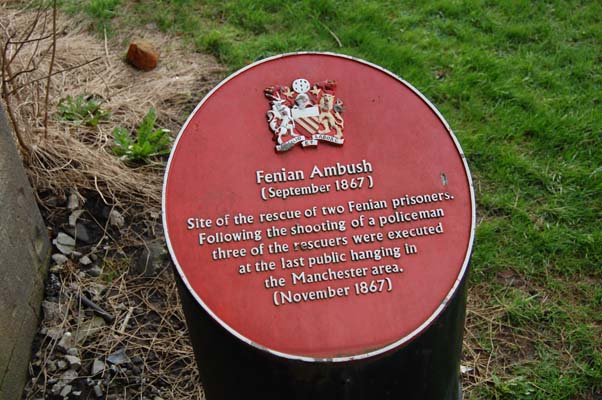
Een gedenkplaat bij de plaats van het incident.

Op 18 september 1867 werden beide mannen van de rechtbank naar de gevangenis gebracht. Ze waren geboeid en opgesloten in twee aparte ruimtes in een politiewagen die werd begeleid door een escorte van 12 agenten. De wagen vervoerde in totaal zes gevangenen. Naast Kelly en Deasy zaten er ook een 12-jarige jongen in en drie vrouwen die werden beschuldigd van een misdrijf. Toen het konvooi onder een spoorwegviaduct door trok, sprong een man van het viaduct op de weg en richtte een pistool op de koetsier om hem tot stoppen te dwingen. Vervolgens werd het konvooi aangevallen door een groep van ongeveer 30 mannen. De ongewapende agenten die de wagen escorteerden konden niet veel weerstand bieden en moesten vluchten.

De mannen slaagden er niet in de deuren van de wagen te open te breken. Ze riepen sergeant Brett, die in de wagen bij de gevangenen zat, op om de deur van binnenuit te openen. Toen Brett weigerde, richtte een van de mannen zijn pistool door het sleutelgat. Net op dat moment keek Brett door het sleutelgat om te zien wat er gaande was. Hij werd door zijn hoofd geschoten. Een van de vrouwen in de wagen pakte de sleutels van Brett en gaf ze via de ventilatieopening aan de aanvallers. Kelly en Deasy ontsnapten en werden nadien nooit meer gevangen. Brett was de eerste agent van de politie van Manchester die onder diensttijd om het leven kwam.

## Rechtspraak

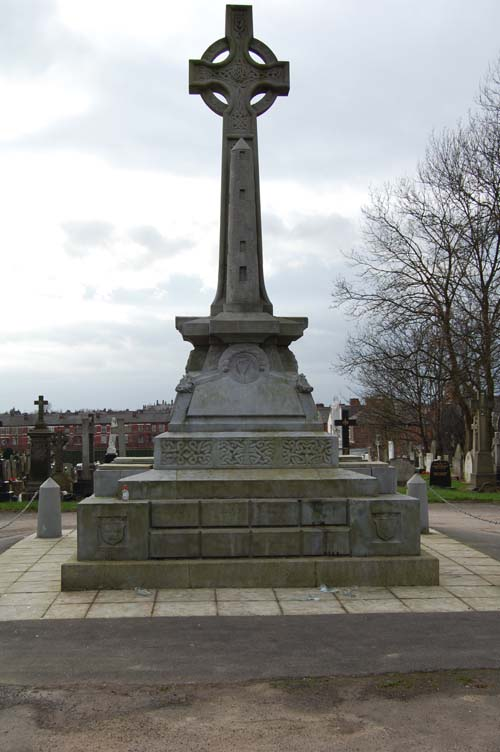
Monument voor de Manchester Martelaren bij St Joseph's Cemetery, Moston, Manchester

Op 25 oktober 1867 werden William O'Mera Allen, Michael Larkin en William O'Brien voorgeleid aan de rechter voor hun rol bij de ontsnapping van Kelly en Deasy en de dood van Brett. Voor hen waren al enkele anderen gearresteerd, maar vrijgesproken. Niet omdat niemand tegen hen kon getuigen, maar omdat een groot aantal getuigen hun onschuld konden bewijzen.

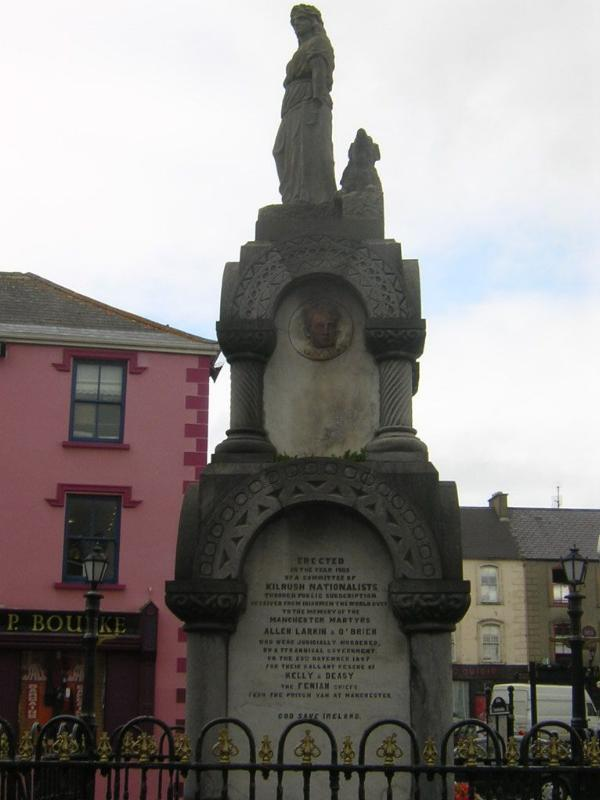
Monument in Kilrush

Tijdens de rechtszaak beweerde Allen onschuldig te zijn aan de ontsnapping, en zei hij het te betreuren dat sergeant Brett was gesneuveld. Maar hij bekende wel er trots op te zijn om te sterven voor de Republikeinse principes.
Larkin was van mening dat hij een eerlijk proces had gekregen en dat de raad al het mogelijke had gedaan om zijn onschuld te bewijzen. Tevens gaf hij aan degene die tegen hem hadden getuigd te vergeven.
O'Brien beweerde dat alle bewijzen tegen hem waren vervalst en dat hij als Amerikaans burger niet veroordeeld kon worden door een Britse rechtbank. Hij beschuldigde de Britse overheid ervan als een tiran over Ierland te heersen.
De drie werden allen schuldig bevonden en ter dood veroordeeld. De ophanging van de drie vond plaats op zaterdag 23 november 1867, op een schavot naast de gevangenismuur. Er was een grote menigte aanwezig bij de executie, maar volgens The Times gedroegen de aanwezigen zich rustig.

## Monumenten
Monumenten ter nagedachtenis aan de Manchester Martelaren staan in Limerick, Kilrush (County Clare), Clonmel (Tipperary), Birr (County Offaly), Ennis (County Clare), Glasnevin Cemetery (Dublin), en St Joseph's Cemetery, Moston, Manchester. Er is tevens een monument voor sergeant Brett in St Ann's Church, Manchester.

## Nasleep
De executie leidde wereldwijd tot een explosie van gevoelens bij Ierse gemeenschappen. Een ander, onverwacht, effect was dat de kloof tussen de Katholieke Kerk en de Fenians kleiner werd. Kardinaal Cullen gaf zijn priesters opdracht te bidden voor de drie mannen.
De reddingsactie waar de martelaren van Manchester bij betrokken waren leidde tot veel steun voor de Ierse onafhankelijkheid en vormde de inspiratie voor het lied "God Save Ireland", Ierlands onofficiële volkslied totdat het werd vervangen door "Amhrán na bhFiann" ("The Soldier's Song").